# ミハイル・グロモフ
ミハイル・レオニドヴィッチ・グロモフ（Mikhael Leonidovich Gromov, Михаи́л Леони́дович Гро́мов, 1943年12月23日 - ）は、旧ソビエト連邦出身のフランスの数学者。現代幾何学において重要な人物のひとり。愛称はミーシャ (Misha)。

## 人物
母親はユダヤ系。専門は幾何学。単純で素直な疑問から深く広範に影響を与える結果を多く出している。現在では分子生物学にも興味を持っている。 
また『数学の最先端　21世紀への挑戦 Volume 1』（シュプリンガー・フェアラーク東京）では、グロモフのエッセイが読める。ヤコフ・エリアシュバーグ(Yakov Eliashberg)やミハイル・グサロフ(Mikhail Goussarov)、ロホリン(Vladimir Rokhlin)とは同門である。

## 経歴
- 1943年 - ソビエト連邦ロシアのボクシトゴルスクに生まれる。
- 1967年 - レニングラード大学助教授に就任
- 1969年 - レニングラード大学で博士号を取得。
- 1974年 - ニューヨーク州立大学教授に就任。
- 1981年 - パリ第6大学教授に就任。
- 1982年 - IHÉS教授に就任。
- 1991年 - フランス国籍を取得。
- 1996年 - ニューヨーク大学クーラント研究所教授に就任。(IHÉSと兼任)

## 業績
彼が提唱、計算、解決した事項、また貢献した分野としては、以下のようなものが挙げられる。
- グロモフのホモトピー原理
- 微分幾何構造の新しい結び目不変量
- 断面曲率におけるリーマン多様体のベッチ数の計算
- リーマン多様体の収束に関する新概念
- 多項式増大の群問題
- 離散群に双曲群を導入した、現代的な意味での幾何学的群論
- 現代的なシンプレクティック幾何学
- シンプレクティック多様体におけるグロモフ=ウィッテン不変量
- 楕円型偏微分方程式

## 受賞歴
- 1981年 - アメリカ数学会ヴェブレン賞：リーマン多様体の幾何学とトポロジーの業績に対して
- 1984年 - フランス学士院科学アカデミーエリー・カルタン賞
- 1993年 - ウルフ賞数学部門：大域リーマンおよびシンプレクティック幾何学、代数トポロジー、幾何的群論、偏微分方程式に関する革命的な貢献に対して
- 1997年 - アメリカ数学会スティール賞：Pseudo-holomorphic curves in symplectic manifolds, Invent. Math. 82 (1985)によってシンプレクティック幾何学とシンプレクティックトポロジーの主題に革命を起こした。さらには量子コホモロジーとミラー対称性の業績に対して
- 1999年 - バルザン賞：幾何学における様々なオリジナルかつ重要な貢献。さらに他分野の数学や理論物理学における応用に対して
- 2002年 - 京都賞基礎科学部門：幾何学的対象の族に距離構造を導入する新しい方法により数学の多分野においてその飛躍的発展に貢献
- 2004年 - フレデリック・エッサー・ネンマーズ数学賞
- 2005年 - ハンガリー科学アカデミーボヤイ賞：Metric Structures for Riemannian and Non-Riemannian Spaces, Birkhäuser, 1999, ISBN 0817638989 に対して
- 2009年 - アーベル賞：幾何学への革命的な貢献に対して

## 講演
国際数学者会議（ICM）での講演歴
- 1970年 - ICM(Nice, 1970)において招待講演
- 1978年 - ICM(Helsinki, 1978)において招待講演
- 1983年 - ICM(Warszawa, 1983)において招待講演
- 1986年 - ICM(Berkeley, 1986)において招待講演